# Microcreagrinae
Sous-famille
Les Microcreagrinae sont une sous-famille de pseudoscorpions de la famille des Neobisiidae.

## Distribution
Les espèces de cette sous-famille se rencontrent en Amérique du Nord, en Europe, en Asie et en Afrique du Nord.

## Liste des genres
Selon Pseudoscorpions of the World (version 3.0) :
- Acanthocreagris Mahnert, 1974
- Alabamocreagris Ćurčić, 1984
- Americocreagris Ćurčić, 1982
- Australinocreagris Ćurčić, 1984
- Bisetocreagris Ćurčić, 1983
- Cryptocreagris Ćurčić, 1984
- Dentocreagris Dashdamirov, 1997
- Fissilicreagris Ćurčić, 1984
- Globocreagris Ćurčić, 1984
- Halobisium Chamberlin, 1930
- Insulocreagris Ćurčić, 1987
- Lissocreagris Ćurčić, 1981
- Microcreagris Balzan, 1892
- Minicreagris Ćurčić, 1989
- Orientocreagris Ćurčić, 1985
- Roncocreagris Mahnert, 1974
- Saetigerocreagris Ćurčić, 1984
- Stenohya Beier, 1967
- Tartarocreagris Ćurčić, 1984
- Tuberocreagris Ćurčić, 1978

## Publication originale
- Balzan, 1892 : Voyage de M. E. Simon au Venezuela (Décembre 1887 - Avril 1888). 16e mémoire (1) Arachnides. Chernetes (Pseudoscorpiones). Annales de la Société Entomologique de France, vol. 60, p. 497-552 (texte intégral).